# Qualificazioni al campionato europeo maschile di calcio 1992 - Gruppo 5

## Classifica
| Team        | PT | G | V | N | P | RF | RS | DR  |
| ----------- | -- | - | - | - | - | -- | -- | --- |
| Germania    | 10 | 6 | 5 | 0 | 1 | 13 | 4  | +9  |
| Galles      | 9  | 6 | 4 | 1 | 1 | 8  | 6  | +2  |
| Belgio      | 5  | 6 | 2 | 1 | 3 | 7  | 6  | +1  |
| Lussemburgo | 0  | 6 | 0 | 0 | 6 | 2  | 14 | −12 |

## Incontri
| Arbitro: | Kurt Röthlisberger |

|                                  |           |              |
| Rush 29’ Saunders 86’ Hughes 88’ | Marcatori | 24’ Versavel |

| Arbitro: | Kim Milton Nielsen |

|                        |           |                                   |
| Girres 57’ Langers 65’ | Marcatori | 16’ Klinsmann 30’ Bein 49’ Völler |

| Arbitro: | Jiří Ulrich |

|  |           |          |
|  | Marcatori | 15’ Rush |

| Arbitro: | Loízosz Loízu |

|                                        |           |  |
| Vandenbergh 7’ Ceulemans 16’ Scifo 35’ | Marcatori |  |

| Arbitro: | Emilio Soriano Aladrén |

|             |           |              |
| Degryse 48’ | Marcatori | 60’ Saunders |

| Arbitro: | Zoran Petrović |

|             |           |  |
| Matthäus 3’ | Marcatori |  |

| Arbitro: | Bo Karlsson |

|          |           |  |
| Rush 66’ | Marcatori |  |

| Arbitro: | Rémi Harrel |

|  |           |                       |
|  | Marcatori | 25’ Scifo 49’ Degryse |

| Arbitro: | Joël Quiniou |

|                                           |           |                  |
| Möller 34’ Völler 39’ Riedle 45’ Doll 73’ | Marcatori | 84’ (rig.) Bodin |

| Arbitro: | Sándor Puhl |

|                  |           |  |
| Bodin 82’ (rig.) | Marcatori |  |

| Arbitro: | Tullio Lanese |

|  |           |            |
|  | Marcatori | 16’ Völler |

| Arbitro: | Zbigniew Przesmycki |

|                                                        |           |  |
| Matthäus 15’ (rig.) Buchwald 44’ Riedle 51’ Häßler 62’ | Marcatori |  |

## Classifica marcatori
3 reti
- Ian Rush
- Rudi Völler

2 reti
- Marc Degryse
- Enzo Scifo
- Paul Bodin (2 rig.)
- Dean Saunders
- Lothar Matthäus (1 rig.)
- Karl-Heinz Riedle

1 rete
- Jan Ceulemans
- Erwin Vandenbergh
- Bruno Versavel
- Mark Hughes
- Uwe Bein
- Guido Buchwald
- Thomas Doll
- Thomas Häßler
- Jürgen Klinsmann
- Andreas Möller
- Jean-Paul Girres
- Robby Langers